# Вонде
Во́нде або Ву́нде (англ. Wonde, Wunde) — одне із 15 вождівств округу Бо Південної провінції Сьєрра-Леоне. Адміністративний центр — село Ґбояма.
Населення округу становить 15305 осіб (2015; 10685 в 2008, 9893 в 2004).

## Адміністративний поділ
У адміністративному відношенні вождівство складається з 4 секцій:
| № | Назва              | Оригінальна назва | Площа, км² | Населення, осіб | Адміністративний центр |
| - | ------------------ | ----------------- | ---------- | --------------- | ---------------------- |
| 1 | Верхній Карґой     | Upper Kargoi      | -          | -               | Ґбояма                 |
| 2 | Маньє              | Manyeh            | -          | -               | -                      |
| 3 | Нижній Карґой      | Lower Kargoi      | -          | -               | -                      |
| 4 | Центральний Карґой | Central Kargoi    | -          | -               | -                      |